# Trilophidia
Trilophidia is een geslacht van rechtvleugeligen uit de familie veldsprinkhanen (Acrididae). De wetenschappelijke naam van dit geslacht is voor het eerst geldig gepubliceerd in 1873 door Stål.

## Soorten
Het geslacht Trilophidia omvat de volgende soorten:
- Trilophidia annulata Thunberg, 1815
- Trilophidia burtti Hollis, 1965
- Trilophidia cinnabarina Brancsik, 1893
- Trilophidia conturbata Walker, 1870
- Trilophidia cristella Stål, 1861
- Trilophidia japonica Saussure, 1888
- Trilophidia namibica La Greca, 1991
- Trilophidia nigricans Walker, 1870
- Trilophidia parvula Popov, 1985
- Trilophidia repleta Walker, 1870